# Charles Dance
Walter Charles Dance, OBE (sinh ngày 10 tháng 10 năm 1946), là một nam diễn viên, đạo diễn người Anh.